# László Fábián (piragüista)
László Fábián (10 de julio de 1936-10 de agosto de 2018) fue un deportista húngaro que compitió en piragüismo en la modalidad de aguas tranquilas.
Participó en los Juegos Olímpicos de Melbourne 1956, obteniendo una medalla de oro en la prueba de K2 10000 m. Ganó cinco medallas en el Campeonato Mundial de Piragüismo entre los años 1958 y 1966, y once medallas en el Campeonato Europeo de Piragüismo entre los años 1957 y 1967.

## Palmarés internacional
| Juegos Olímpicos   | Juegos Olímpicos       | Juegos Olímpicos  | Juegos Olímpicos |
| Año                | Lugar                  | Medalla           | Evento           |
| ------------------ | ---------------------- | ----------------- | ---------------- |
| 1956               | Melbourne (Australia)  | Medalla de oro    | K2 10 000 m      |
| Campeonato Mundial |                        |                   |                  |
| Año                | Lugar                  | Medalla           | Evento           |
| 1958               | Praga (Checoslovaquia) | Medalla de oro    | K2 10 000 m      |
| 1963               | Jajce (Yugoslavia)     | Medalla de oro    | K2 10 000 m      |
| 1963               | Jajce (Yugoslavia)     | Medalla de oro    | K4 10 000 m      |
| 1966               | Berlín Oriental (RDA)  | Medalla de oro    | K2 10 000 m      |
| 1966               | Berlín Oriental (RDA)  | Medalla de plata  | K4 10 000 m      |
| Campeonato Europeo |                        |                   |                  |
| Año                | Lugar                  | Medalla           | Evento           |
| 1957               | Gante (Bélgica)        | Medalla de oro    | K2 500 m         |
| 1957               | Gante (Bélgica)        | Medalla de plata  | K2 10 000 m      |
| 1959               | Duisburgo (RFA)        | Medalla de bronce | K2 10 000 m      |
| 1961               | Poznań (Polonia)       | Medalla de plata  | K1 4 × 500 m     |
| 1961               | Poznań (Polonia)       | Medalla de oro    | K2 1000 m        |
| 1961               | Poznań (Polonia)       | Medalla de oro    | K2 10 000 m      |
| 1963               | Jajce (Yugoslavia)     | Medalla de oro    | K2 10 000 m      |
| 1963               | Jajce (Yugoslavia)     | Medalla de oro    | K4 10 000 m      |
| 1965               | Bucarest (Rumania)     | Medalla de bronce | K2 1000 m        |
| 1965               | Bucarest (Rumania)     | Medalla de oro    | K2 10 000 m      |
| 1967               | Duisburgo (RFA)        | Medalla de oro    | K2 10 000 m      |